# Macropinna microstoma
Macropinna microstoma também chamado de peixe fantasma e peixe olhos-de-barril, é a única espécie de peixe inserida no gênero Macropinna, pertencente à família Opisthoproctidae.
É reconhecida por uma rara e transparente cúpula na cabeça, preenchida de fluido, através da qual se podem visualizar as lentes dos olhos. Os olhos têm uma forma de barril e podem ser rodados para apontar para frente ou para cima, olhando através dessa mesma cúpula.
O M. microstoma tem uma pequena boca e a maior parte do seu corpo é coberta de grandes escamas. Normalmente paira quase imóvel na água, a uma profundidade de cerca de 600 metros até 800 metros, usando as suas grandes barbatanas para a estabilidade e com os seus olhos apontados para cima. Em condições de pouca luz assume-se que o peixe detecta as presas pelas suas silhuetas. Os investigadores do MBARI Bruce Robison and Kim Reisenbichler observaram que quando uma presa de pequenas dimensões (como um pequeno peixe ou uma alforreca) é detectada, os olhos rodam-se como uns binóculos, apontando para a frente enquanto ele roda o seu corpo de uma posição horizontal para vertical, para se alimentar. Robison especula que M. microstoma rouba comida dos siphonophora.

M. microstoma foi descoberto em 1939, por Chapman, mas nunca foi fotografado vivo até 2004. Desenhos antigos não mostram a cúpula transparente, já que a mesma é normalmente destruída quando o peixe é trazido das profundezas.

## Referencias
1. ↑  LiveScience.com (23 de fevereiro de 2009). «Strange fish has a see-through head». MSNBC. Consultado em 24 de fevereiro de 2009
2. ↑  Kim Fulton-Bennett (23 de fevereiro de 2009). «Researchers solve mystery of deep-sea fish with tubular eyes and transparent head». Consultado em 24 de fevereiro de 2009